# Берест Віктор Олександрович
Віктор Олександрович Берест (нар. 17 квітня 1942) — український футболіст та тренер. Грав за «Дніпро» (Кременчук), головний тренер ФК «Кремінь» (1986), тренер (1987—2012).
Вихованець кременчуцького футболу, багаторічний гравець (захисник) та тренер команд «Дніпро» та «Кремінь» (Кременчук).

## Досягнення
- 1965 рік — Клас «Б», 1 зона УРСР: після двох сезонів (1963, 1964), в класі «Б», команда зайняла 5 місце в турнірній таблиці. В стикових іграх футболісти стали 16 командою України у класі «Б». В. Берест зіграв 20 турніру та 6 стикових матчів.
- 1966 рік — Клас «Б», 2 зона УРСР: третє місце в зоні. За результатами стикових ігор Дніпро зайняв шосте місце, серед сорока команд класу «Б» зони УРСР. В. Берест зіграв — 14+2 матчів.
  - 1/8 фіналу (2 зона УРСР): Фінал 19.09 «Дніпро» — «Авангард» (Жовті Води) 2:1
- 1967 рік — Фінальний турнір команд Класу «Б», УРСР: третє місце чемпіонату. Кременчуцькі футболісти, на п'ятий сезон перебування в першості — стали бронзовими призерами чемпіонату УРСР серед команд класу «Б». В. Берест зіграв 40 матчів.
  - Кубок СССР 1966/1967 р.
    - 1/32 фіналу: 11.05, «Дніпро» — «Спартак» (Нальчик): 2:1, голи: В. Берест, О. Алексеенко
    - 1/16 фіналу: «Дніпро» (Кременчук) — «Динамо» (Київ) — 0:2. 19.05.67. м. Кременчук. Ст-н «Дніпро» (КрАЗ). 20000 гляд.

Склади команд «Дніпро»: Барамба, Берест, Савенков, Єрємін, Хомяков, Скурський, Показ (Ковтун, 70), Алексєєв, Стеценко, Сприкут, Мартиненко. Тренер: Е. П. Леонтович. «Динамо»: Рудаков, Щегольков, Сосніхін, Островський, Сабо, Турянчик, Бишовец (Мунтян, 70), Серебряников, Медвідь, Біба, Хмельницький. Тренер: В. А. Маслов.
За результатами сезону 1967 року В. Берест був удостоєний звання кандидата в майстри спорту СРСР.
- 1968 рік — Чемпіонат СРСР, Клас «А», II група (2 підгрупа): Команда виступала в класі «А» II групи Чемпіонату СРСР. 18 місце. В.Берест провів 35 матчів.
- 1969 рік — Клас «Б» (1 зона УРСР): 5-е місце в зоні. По-закінченню сезону, керівництвом автозаводу було прийнято рішення про зняття команди з розіграшу першості СРСР. Команда не була розформована, а продовжила свої виступи в турнірах обласного та міського значення під назвою СК КрАЗ.

Тренерська робота:
- 1986 рік — Головний тренер ФК «Кремінь». Чемпіонат УРСР серед КФК, 4 зона: 3 місце.

Під керівництвом В. Береста в чемпіонаті області команда фінішували на 4 місці і стала переможцем змагань Облради ДСО «Авангард».
- 1987 рік — Чемпіонат УРСР серед КФК, 4 зона: 1 місце. Головний тренер: Віктор Фомін, тренер команди: Віктор Берест.

Надалі тренер команди. В 1988 році клуб вийшов до другої союзної ліги. З 1992 по 1997 рік команда вищої ліги України.